# Empis mariae
Empis mariae är en tvåvingeart som beskrevs av Syrovatka 1991. Empis mariae ingår i släktet Empis och familjen dansflugor. Inga underarter finns listade i Catalogue of Life.